# Шнайдер (больница)
«Шнайдер» — крупнейший педиатрический медкомплекс в Израиле.
Расположен в Петах-Тикве. Работает в сотрудничестве с Тель-Авивским университетом.
Имеет направления: трансплантации, профилактики и лечения диабета, иммунологии, хирургии и другие.
Носит имя семьи Шнайдер, пожертвовавшей средства на создание этого детского медцентра.
Имеет 258 коек.